# Хангу (комуна)
Хангу (рум. Hangu) — комуна у повіті Нямц в Румунії. До складу комуни входять такі села (дані про населення за 2002 рік):
- Бухалніца (843 особи)
- Грозевешть (466 осіб)
- Кіріцень (536 осіб)
- Руджинешть (380 осіб)
- Хангу (1876 осіб) — адміністративний центр комуни

Комуна розташована на відстані 292 км на північ від Бухареста, 29 км на північний захід від П'ятра-Нямца, 117 км на захід від Ясс.

## Населення
За даними перепису населення 2002 року у комуні проживала 4101 особа.
Національний склад населення комуни:
| Національність | Кількість осіб | Відсоток |
| -------------- | -------------- | -------- |
| румуни         | 4098           | 99,9%    |
| угорці         | 2              | < 0,1%   |
| турки          | 1              | < 0,1%   |

Рідною мовою назвали:
| Мова      | Кількість осіб | Відсоток |
| --------- | -------------- | -------- |
| румунська | 4098           | 99,9%    |
| угорська  | 2              | < 0,1%   |
| турецька  | 1              | < 0,1%   |

Склад населення комуни за віросповіданням:
| Релігія        | Кількість осіб | Відсоток |
| -------------- | -------------- | -------- |
| православні    | 4065           | 99,1%    |
| адвентисти     | 7              | 0,2%     |
| п'ятдесятники  | 5              | 0,1%     |
| не релігійні   | 3              | 0,1%     |
| реформати      | 1              | < 0,1%   |
| греко-католики | 1              | < 0,1%   |
| мусульмани     | 1              | < 0,1%   |